# Katie Hoff
Katie Hoff, née le 3 juin 1989 à Stanford en Californie (États-Unis), est une nageuse américaine.
Spécialiste du 4 nages, elle s'entraînait dans le même club que Michael Phelps à Baltimore. Elle fut sélectionnée dans l'équipe olympique américaine en 2004 aux Jeux olympiques d'Athènes alors qu'elle n'avait que 15 ans. Finaliste sur l'épreuve du 200 m 4 nages, elle confirma son potentiel l'année suivante en remportant trois médailles d'or aux championnats du monde 2005 à Montréal. Lors de l'édition suivante à Melbourne, Hoff conserve ses trois titres et bat le record du monde du 400 m 4 nages détenu jusque-là par l'Ukrainienne Jana Klotchkova.

## Palmarès

### Jeux olympiques
- Jeux olympiques de 2004 à Athènes (Grèce) :
  - 7e place lors de la finale du 200 mètres 4 nages.

- Jeux olympiques de 2008 à Pékin (Chine) :
  -  Médaille d'argent sur 400 mètres nage libre.
  -  Médaille de bronze sur 400 mètres 4 nages.

### Championnats du monde de natation

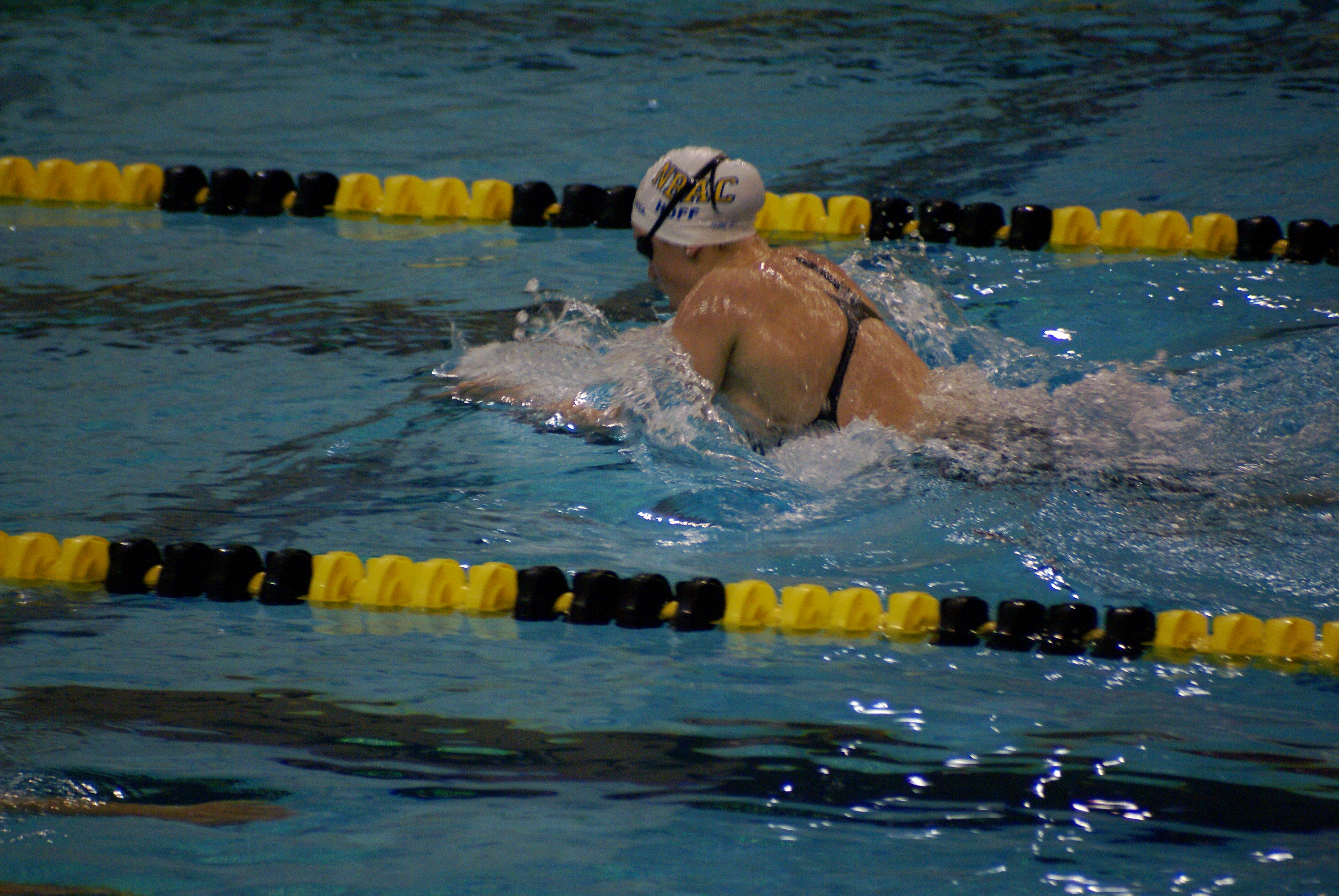
Katie Hoff nageant la brasse (2008).

#### En grand bassin
- Championnats du monde 2005 à Montréal  Canada :
  -  Médaille d'or sur le 200 m 4 nages.
  -  Médaille d'or sur le 400 m 4 nages.
  -  Médaille d'or avec le relais 4 × 200 m nage libre

- Championnats du monde 2007 à Melbourne  Australie :
  -  Médaille d'or sur le 200 m 4 nages.
  -  Médaille d'or sur le 400 m 4 nages (4 min 32 s 89).
  -  Médaille d'or sur le relais 4 × 200 m nage libre (7 min 50 s 09 RM).

- Championnats du monde 2011 à Shanghai  Chine :
  -  Médaille d'or sur le relais 4 × 200 m nage libre.

#### En petit bassin
- Championnats du monde 2004 : 
  -  Médaille d'argent sur le 400 m 4 nages
  -  Médaille de bronze sur le 200 m 4 nages
- Championnats du monde 2010 à Dubaï  Émirats arabes unis: 
  -  Médaille d'or du 400 m nage libre
  -  Médaille d'argent du 200 m nage libre
  -  Médaille d'argent au titre du relais 4 × 100 m nage libre